# 白苞芹
白苞芹（学名：Nothosmyrnium japonicum）为伞形科白苞芹属的植物。生长于海拔200米至2,000米的地区，一般生长在山坡林下阴湿草丛中和杂木林下。
其种加词“japonicum”意为“日本的”。

## 别名
藁本（拉汉种子植物名称），石防风（湖南），紫茎芹（中国高等植物图鉴）

## 异名
- Macrochlaena glaucocarpa Hand.-Mazz.
- Nothosmyrnium japonicum var. japonicum

## 分布
原生于中国大陆的湖北、湖南、广西、四川、江西、福建、甘肃、河南、浙江、安徽、江苏、贵州、陕西等地。此物種已引入日本。

## 變種
- 川白苞芹　Nothosmyrnium japonicum var. sutchuense ：分布於中國四川、雲南、廣西等地

## 异名
- Macrochlaena glaucocarpa Hand.-Mazz., 1933